# Gpl-violations.org
gpl-violations.orgは2004年にハラルト・ヴェルテにより組織され、率いられている非営利プロジェクトである。当団体はGNU General Public License(GPL)の条項に従って配布されるソフトウェアがライセンスに違反した利用をされていないかチェックを行っている。

## プロジェクト目標
当プロジェクトの目標は、そのウェブサイトによると、
- 自由ソフトウェアの不正利用による著作権侵害事例の告発ならびに著作権侵害者への圧力
- GPLのもと利用許諾を与えているソフトウェアの不適切な利用事例の発見もしくは疑惑に対し、その事実を著作権者へ報告する手段の提供
- GPLのもと利用許諾を与えているソフトウェアの著作権を、侵害する組織への対抗のための著作権者支援
- GPLのもと利用許諾を与えているソフトウェアを製品に利用している法人企業が適切にライセンスに準拠できるようにするための情報提供

となっている。
2008年5月、gpl-violations.orgとFree Software Foundation Europe(FSFE)のFreedom Task Force(FTF)は共同で声明を発表し、以前から存在した両者の協力関係をより深化させることを明らかにした。FSFE FTFはGPLの啓蒙・啓発活動に注力し、gpl-violations.orgはGPL違反の告発に集中することとなる。

## 歴史
gpl-violations.orgは2004年にハラルト・ヴェルテにより創設されたプロジェクトである。ヴェルテはLinuxカーネル開発者であり、2003年後期から彼の開発したnetfilter/iptablesコードに関するGPL違反是正を積極的に行っている人物である。当プロジェクト発足後、netfilter/iptablesプロジェクトの他の開発者は当プロジェクトに法的権利を委ねている。Software Freedom Law Centerが同様の目標を持つアメリカ合衆国の組織であるのに対し、gpl-violations.orgはヴェルテの居住地であるドイツを中心に活動を行っている。
当プロジェクトの活動により、GPLの法的根拠に関する司法判断が初めて認められたとされている。
プロジェクト創始者のハラルト・ヴェルテは、gpl-violations.orgにおける活動などにより、2007年のFSF Award for the Advancement of Free Softwareを受賞している。

## 当プロジェクトの是正事例

### Fortinet
2005年、gpl-violations.orgプロジェクトは、Fortinet社がGPLコードを同社の製品に組み込んだにもかかわらず、ライセンス違反を侵し、あまつさえそれを隠蔽するために暗号化ツールまで利用していたという証拠を暴露した。この違反事例は、gpl-violations.orgプロジェクトによると、Linuxカーネルの一部を含む同社の製品FortiOSシステム内で発見されたと主張している。これに対し、ミュンヘンの裁判所は必要なライセンス条項を満たすまでは同社製品の販売を差し止める一時命令を認める判決を下した。これによりFortinetはGPLに基づきFortiOSのソースコード公開に至った

### Dリンク
2006年9月6日、gpl-violations.orgプロジェクトは、netfilter/iptablesを含むLinuxカーネルの一部に対し、不適切かつ著作権の侵害に当たる利用を行っていたとされるDリンクのドイツ法人(D-Link Germany GmbH)に対する法廷闘争で勝利をおさめた。判決は、結果として、ドイツ司法界におけるGPLの正当性とその効力を認める法的な判例として記録されることとなった。